# Kaple (Žandov)
Žandovská kaple je drobná církevní stavba v Žandově u Chlumce v okrese Ústí nad Labem. Je jednou z  kaplí chlumecké farnosti.

## Historie a architektura
Kaple neznámého patronicia stojí u průjezdní silnice ve středu vesnice. Přesné údaje o okolnostech výstavby se vzhledem ke ztrátě farní kroniky nedochovaly, ale její vznik je odhadován do čtyřicátých let 19. století.
Pozdně empírová stavba má nad trojúhelníkovým štítem dřevěnou polygonální zvoničku na sedlové střeše. Nad pravoúhlým vchodem je umístěna nika, v níž se ještě ve třicátých letech 20. století nacházela socha, dnes již neznámého světce.
Kaple, která je v majetku města Chlumec byla rekonstruována roku 1985 a v polovině devadesátých let 20. století byla obnovena fasáda a vnitřní výmalba. Pravidelné mše se v kapli neslouží.